# Alaska (kanin)

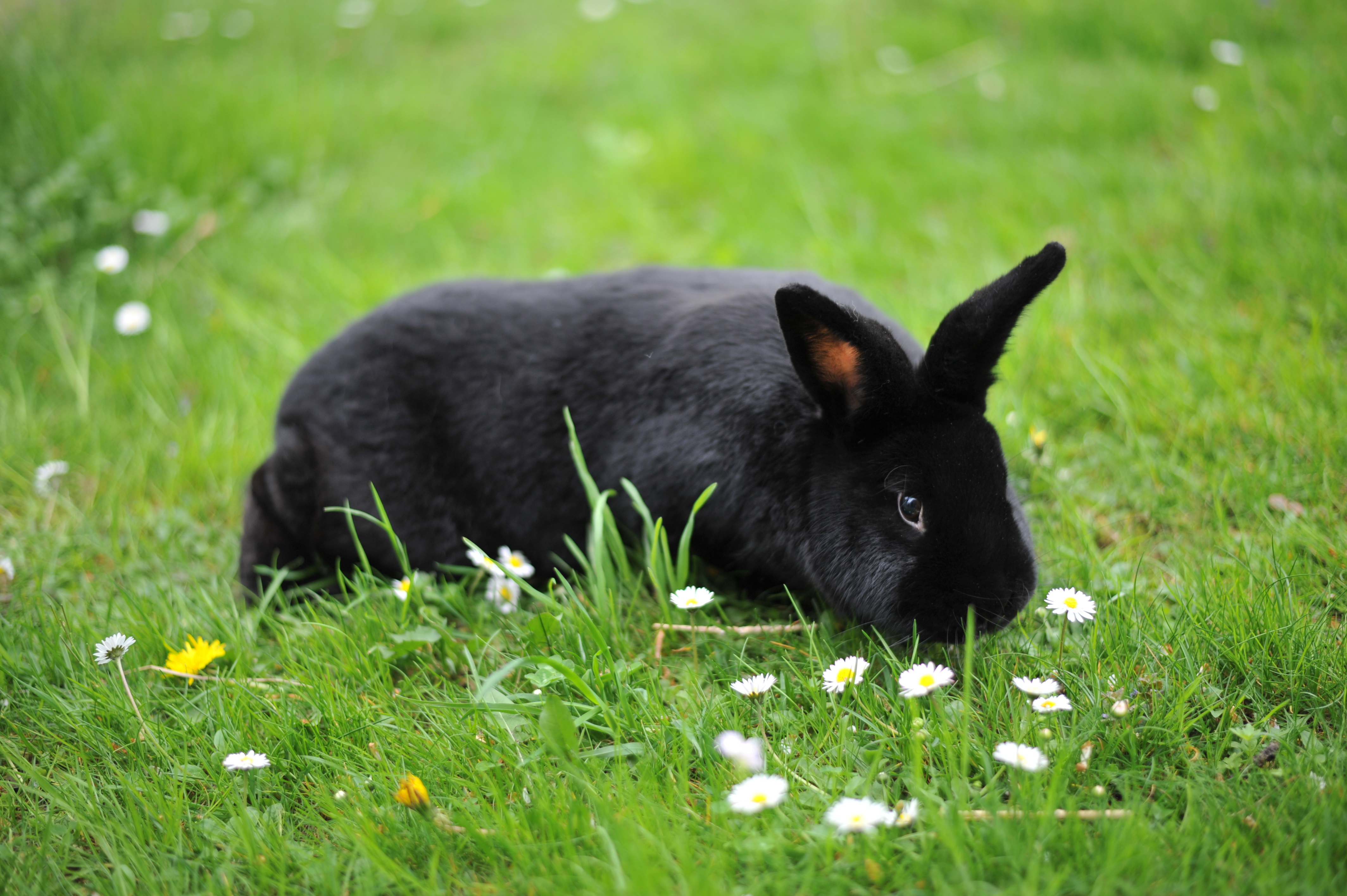
Alaska

Alaska är en ras av tamkanin som härstammar från Tyskland. Svarta kaniner har varit kända sedan 1700-talet men inte förrän 1907 blev det en ras. Tysken Max Fischer ställde då ut svarta kaniner med bestämd vikt och typ, och fick dem upptagna i tysk standard som blev den här rasen, Alaska. Rasen kom till Norden 1920. Alaska kommer av korsningar mellan rysk kanin och de två silverkaninraserna (stora silver och lilla silver), men även holländska raser kan ha ingått. Alaska blir lätt solbrända på sommaren och deras burar måste därför stå skuggigt under dygnets soligaste timmar.
Rasen alaska har nyligen rönt ett relativt stort intresse i Sverige, och på listan över de tio populäraste kaninraserna år 2002 ligger Alaska på 9:e plats. Alaskan hör till gruppen medelstora raser.

## Egenskaper

### Färger
Alaska-kaninen är djupt svart utan tecken i någon annan färg. Täckfärgen ska gå så långt ner i hårbotten som möjligt. Bottenfärgen är mörkblå. Pälsen ska vara gnistrande.

### Övrigt
- Vikt: 3 - 3,7 kg.
- Ögonfärg: Mörkbrun
- Klofärg: Mörkbrun